# John Harsanyi
John Charles Harsanyi, född 29 maj 1920 i Budapest, Ungern, död 9 augusti 2000 i Berkeley, Kalifornien, var en ungersk-amerikansk nationalekonom.
1994 mottog han Sveriges Riksbanks pris i ekonomisk vetenskap till Alfred Nobels minne tillsammans med John Nash och Reinhard Selten för deras analys av jämviktsförhållanden inom spelteori. Harsanyis arbete fokuserade främst på spel baserade på imperfekt information, d.v.s. scenarion i vilka spelare inte har fullständig information om varandras målsättningar.